# Suesca
Suesca là một khu tự quản thuộc tỉnh Cundinamarca, Colombia. Thủ phủ của khu tự quản Suesca đóng tại Suesca Khu tự quản Suesca có diện tích ki lô mét vuông. Đến thời điểm ngày 28 tháng 5 năm 2005, khu tự quản Suesca có dân số 10410 người.